# エヴァ・アンジェリーナ
エヴァ・アンジェリーナ（Eva Angelina、1985年3月14日 - ）は、ポルノ女優である。アメリカ合衆国・オレンジ郡・ハンティントンビーチ出身。

## 経歴
カリフォルニア州オレンジ郡タスティンのフットヒル高校に通う。2003年、17歳でアダルト業界に入る。彼女はアダルト業界に入りたくて13歳の時には自身でポルノビデオを製作していたと話している。2004年5月から11月の間、一時的に活動を休止して学校に復学。そのときロサンゼルス郡ヴァレンシアにあるMacaroni Grillで働いていた。彼女はその後すぐに仕事に復帰したが、2004年11月7日にボーイフレンドのダン・ベアードが自殺する。

## 出演(一部)
- Addicted [New Sensations] (2006)
- Busty Beauties: More Than a Handful [Hustler] (2006)
- Da Vinci Load [Hustler] (2006)
- Eva Angelina [Red Light District] (2006)
- Ghetto Fabulous [Ninn Worx] (2006)

## 雑誌
- Fox　2006年2月号
- Hustler　2005年11月号
- Genesis　2005年10月号

## 備考
- 首の後ろ、右足首、腰にタトゥーがある。
- バストサイズが34Aから34Dに大きくなっている。
- アンジェリーナはキューバ人、中国人、アイルランド人、イギリス人の血をひいている。
- 2008年、AVN Awardsで最優秀女優賞を受賞した。